# Chalais (Indre)
Chalais és un municipi francès, situat al departament de l'Indre i a la regió de Centre – Vall del Loira. L'any 2007 tenia 167 habitants.

## Demografia

### Població
El 2007 la població de fet de Chalais era de 167 persones. Hi havia 66 famílies, de les quals 20 eren unipersonals (12 homes vivint sols i 8 dones vivint soles), 17 parelles sense fills, 25 parelles amb fills i 4 famílies monoparentals amb fills.
La població ha evolucionat segons el següent gràfic:
Habitants censats

### Habitatges
El 2007 hi havia 156 habitatges, 69 eren l'habitatge principal de la família, 60 eren segones residències i 27 estaven desocupats. 155 eren cases i 1 era un apartament. Dels 69 habitatges principals, 54 estaven ocupats pels seus propietaris, 13 estaven llogats i ocupats pels llogaters i 2 estaven cedits a títol gratuït; 1 tenia una cambra, 6 en tenien dues, 14 en tenien tres, 19 en tenien quatre i 29 en tenien cinc o més. 57 habitatges disposaven pel capbaix d'una plaça de pàrquing. A 30 habitatges hi havia un automòbil i a 34 n'hi havia dos o més.

### Piràmide de població
La piràmide de població per edats i sexe el 2009 era:
| Homes | Edats   | Dones |
| ----- | ------- | ----- |
| 0     | 95 o +  | 0     |
| 0     | 90 a 94 | 0     |
| 0     | 85 a 89 | 4     |
| 0     | 80 a 84 | 0     |
| 8     | 75 a 79 | 8     |
| 4     | 70 a 74 | 0     |
| 8     | 65 a 69 | 8     |
| 12    | 60 a 64 | 4     |
| 0     | 55 a 59 | 4     |
| 12    | 50 a 54 | 8     |
| 0     | 45 a 49 | 12    |
| 8     | 40 a 44 | 4     |
| 8     | 35 a 39 | 8     |
| 8     | 30 a 34 | 12    |
| 4     | 25 a 29 | 0     |
| 4     | 20 a 24 | 4     |
| 0     | 15 a 19 | 0     |
| 4     | 10 a 14 | 4     |
| 8     | 5 a 9   | 8     |
| 8     | 0 a 4   | 0     |

## Economia
El 2007 la població en edat de treballar era de 102 persones, 80 eren actives i 22 eren inactives. De les 80 persones actives 70 estaven ocupades (39 homes i 31 dones) i 10 estaven aturades (3 homes i 7 dones). De les 22 persones inactives 6 estaven jubilades, 9 estaven estudiant i 7 estaven classificades com a «altres inactius».

### Ingressos
El 2009 a Chalais hi havia 73 unitats fiscals que integraven 175 persones, la mediana anual d'ingressos fiscals per persona era de 13.715 €.

### Activitats econòmiques
Dels 5 establiments que hi havia el 2007, 1 era d'una empresa de construcció, 1 d'una empresa d'hostatgeria i restauració, 2 d'empreses immobiliàries i 1 d'una entitat de l'administració pública.
Dels 3 establiments de servei als particulars que hi havia el 2009, 1 era una fusteria, 1 electricista i 1 restaurant.
L'any 2000 a Chalais hi havia 21 explotacions agrícoles que ocupaven un total de 1.904 hectàrees.

## Poblacions més properes
El següent diagrama mostra les poblacions més properes.